# Château de Jalesne
Le château de Jalesne est un château du début du XVIIe siècle est situé à Vernantes (Maine-et-Loire). 

## L'ancien château
Ancien fief de chevalerie du XIe siècle, Jalesnes donne son nom à une famille qui s'est éteinte au XVIIe siècle. Ce fief de chevalerie a été élevé au rang de marquisat en 1634 par Louis XIII, pour récompenser la loyauté de ses seigneurs. Il ne reste rien de l'ancien château féodal. 

## Le château actuel
Le château actuel date du début du XVIIe siècle. Le dernier marquis de Jalesne est mort en 1642. Sa femme Éléonore de Maillé est décédée en 1659. On peut voir leur cénotaphe dans la chapelle de la mairie-église de Vernantes : monument avec deux admirables bustes de marbre blanc. L'épitaphe n'a pas été complétée à la mort de la marquise : « Elle décéda le...jour de mille six cent... ». Le château revient donc aux deux filles de Charles et Éléonore et par alliance à la famille de Maillé de la Tour-Landry. 
À la Révolution française, Charles Henri François de la Tour-Landry, se faisant appeler Maillé marchand de bois, achète des biens nationaux dont la riche abbaye de Louroux le 10 mars 1791 pour la somme de 60 000 livres. En 1792, les scellés sont posés sur le château. En décembre 1793, c'est le pillage. 
Au XIXe siècle, le château se transforme, s'agrandit : « Précédée d'une magnifique avenue de hauts et vieux arbres, avec vaste parc enclos, la demeure actuelle quoique profondément remaniée et accrue de constructions neuves en 1862, a gardé son aspect vraiment seigneurial par son ensemble grandiose, ses profondes douves... ». Les servitudes, en partie démolie, abritent outre le bétail, trente six chevaux, un grand chenil de soixante chiens ; on fait élever des chevreuils et même un daim dans le parc, et les terres environnantes sont le théâtre de nombreuses chasses à courre. 
1879 : Visite de l'infant d'Espagne dom Carlos. Il est le petit-fils de dom Carlos de Bourbon écarté du trône d'Espagne par l'abolition de la loi salique (qui excluait les femmes du droit de succession), sous Ferdinand VII d'Espagne. En 1876, à 28 ans, dom Carlos prend le chemin de l'exil avec une suite de fidèles, sans abandonner sa prétention au trône d'Espagne. Il conspire dans les résidences que lui offrent ses admirateurs. C'est ainsi que le jeune dom Carlos (élégant cavalier de 28 ans, aux traits virils, passionné de batailles, de gloire et d'aventure) est reçu pendant un mois, en 1879, par les châtelains de Jalesnes. Ces derniers n'ont pas lésiné sur les préparatifs : construction de l'escalier d'honneur, construction d'un théâtre dans l'une des pièces du château pour accueillir des danseurs de Nantes et les acteurs de l'Opéra de Paris, broderie de carrés de linon pour les W-C de dom Carlos (tissu très fin et transparent en lin ou en coton), mors et fers d'argent pour les chevaux, épandage de 5 centimètres de son sur toute l'allée centrale pour adoucir le pas des chevaux. Réceptions grandioses : Fêtes dans les salons, avec la noblesse. Fêtes dans le parc illuminé pour les paysans et les villageois. On dit que la suite de dom Carlos, du moins ses valets, ont bien profité aussi du séjour : pillage, vol de l'argenterie en la faisant descendre dans les douves par une petite lucarne qui garde encore les traces de ces larcins. Après cette apothéose, il ne reste que déboires et perspectives de ruine. Les traditions opulentes de la grande vie seigneuriale, entretenant des œuvres charitables, sachant s'entourer de l'affection de tout le pays, qui s'étaient maintenues jusqu'ici disparaissent peu à peu. Le marquis de Maillé meurt. Les ressources du château sont minces. 
1886 : Un riche marchand de Saumur Mr Ackerman rachète la propriété, restaure le château. Après sa mort en 1914 ses filles, dont l'une devient carmélite, héritent et cèdent le château à une œuvre d'éducation. C'est ainsi qu'en 1916 les oblates de l'Assomption viennent s'établir en Anjou et transforment le château en Institution Saint-Louis. 
1940 : Le château devient le PC du général Feldt, commandant de la première division allemande de cavalerie. Un poste de secours est également installé pour évacuer les tués allemands. 
1965 : le docteur Frétigny ouvre une pouponnière pour enfants encéphalopathes, centre qui se développe pour accueillir les enfants, puis les adultes handicapés.